# Der Raub der Sabinerinnen (1983)
Der Raub der Sabinerinnen ist eine deutsche Fernseh-Verfilmung der gleichnamigen Theaterkomödie von Franz und Paul von Schönthan. Sie wurde vom ZDF produziert und am 27. Februar 1983 zum ersten Mal ausgestrahlt.

## Handlung
Die Handlung entspricht der literarischen Vorlage:
Der Gymnasialprofessor Martin Gollwitz findet das Manuskript einer Tragödie names Der Raub der Sabinerinnen, die er als junger Mann geschrieben hat. Zunächst weiß nur seine Haushälterin Rosa davon, doch dann kommt der Theaterdirektor Striese mit seiner Truppe in die Stadt, lernt Gollwitz kennen und will ihn überreden, das Stück aufführen zu lassen. Gollwitz willigt ein, unter der Bedingung, dass er anonym bleibe und auch seine Frau Friederike (die gerade mit der Tochter Paula im Urlaub ist und nichts vom Theater hält) nichts davon erfährt.
Gollwitz’ ältere Tochter Marianne ist mit dem Arzt Dr. Leopold Neumeister verheiratet. Dieser erhält Besuch von seinem alten Studienfreund Emil Groß, der inzwischen Schauspieler in Strieses Truppe ist und sich deshalb mit seinem Vater, dem Weinhändler Karl Groß, überworfen hat. Dieser Karl Groß hat wiederum Herrn Gollwitz mal im Theater kennengelernt und ihm von seinem missratenen Sohn erzählt, woran sich Gollwitz aber kaum erinnert.
Als Friederike und Paula überraschend früh vom Urlaub zurückkehren, kommt es zu einigen Verwicklungen und Missverständnissen, die auch zu einer Ehekrise bei Leopold und Marianne führen. Emil lernt Paula kennen und die beiden verlieben sich.
Paula und Leopold erfahren, dass ihr (Schwieger-)Vater der Autor des angekündigten Stücks ist, Marianne und Friederike wird es aber weiter verheimlicht. Zudem gibt es in Strieses Truppe immer wieder neue Probleme, was die Ausstattung und die Besetzung der Rollen angeht, weswegen Gollwitz eine Szene mehrfach kurzfristig umschreiben muss.
Am Abend der Premiere täuschen Gollwitz, Leopold und Paula einen Streit vor, um einem von Friederike geplanten „gemütlichen Familienabend“ zu entfliehen und ins Theater zu gehen. Die Aufführung wird ein Reinfall, schon im ersten Akt wird die Truppe von der Bühne gebuht und gezischt. Gollwitz flieht nach Hause, Leopold begleitet ihn. Striese folgt ihnen, als im zweiten Akt die Aufführung abgebrochen werden muss, und als unter seinem Mantel ein Römerkostüm zum Vorschein kommt, entdecken auch Friederike und Marianne den ganzen Schwindel. Sie sind so wütend, dass sie am nächsten Morgen ihre Sachen packen und ihre Männer verlassen wollen. Doch da taucht plötzlich Karl Groß wieder auf und berichtet erfreut, dass er sich mit Emil ausgesöhnt hat und dieser sich nun verlobt habe – und zwar mit Paula. Und der Morgen bringt eine zweite gute Nachricht: Die Premiere wurde doch noch zu einem Erfolg, denn Strieses Frau, die in seiner Abwesenheit die Truppe leitete, ließ Gollwitz’ Stück nach dem zweiten Akt abbrechen und stattdessen den dritten und vierten Akt einer populären Komödie spielen, ohne dass das Publikum daran Anstoß nahm. Friederike ist so erleichtert, einer Blamage in der Stadt entgangen zu sein, dass sie ihrem Mann verzeiht und somit alles ein versöhnliches Ende nimmt.